# (7433) Pellegrini
(7433) Pellegrini  es un asteroide perteneciente al cinturón de asteroides, descubierto el 21 de mayo de 1993 por el equipo del Observatorio Astronómico de Farra d´Isonzo desde el propio Observatorio de Farra d´Isonzo, en Italia.

## Designación y nombre
Designado inicialmente como 1993 KD.
Nombrado en memoria de Guglielmo Pellegrini (1937-1990), un astrónomo aficionado que construyó o modificó muchos de los telescopios utilizados por la comunidad astrométrica italiana. Su habilidad, habilidad y temperamento amable serán recordados durante mucho tiempo. Su epígrafe dice "En las estrellas que tanto amaste encontraremos tu luz".

## Características orbitales
Pellegrini orbita a una distancia media del Sol de 2,385 ua, pudiendo acercarse hasta 1,962 ua y alejarse hasta 2,807 ua. Tiene una excentricidad de 0,177 y una inclinación orbital de 11,686 grados. Emplea en completar una órbita alrededor del Sol 1345,06 días.

## Características físicas
Su magnitud absoluta es 14,62.Tiene 3,490 km de diámetro y su albedo se estima en 0,276.